# Nhận thức sai lầm
Nhận thức sai lầm hay nhận thức ảo là một thuật ngữ được sử dụng chủ yếu bởi các nhà xã hội học Mác xít - để mô tả những cách thức mà các quá trình vật chất, hệ tư tưởng và thể chế được dùng để đánh lừa các thành viên của giai cấp vô sản và các giai cấp khác trong xã hội tư bản, nhằm che giấu sự bóc lột về bản chất đối với các mối quan hệ xã hội giữa các giai cấp.
Friedrich Engels (1820-1895) đã sử dụng thuật ngữ "nhận thức sai lầm" trong một bức thư năm 1893 gửi Franz Mehring để đề cập đến viễn cảnh mà một giai cấp cấp dưới cố tình hiện thân cho hệ tư tưởng của giai cấp thống trị. Ph.Ăn-gghen gọi ý thức này là "sai lầm" vì giai cấp đang khẳng định mình hướng tới những mục tiêu không mang lại lợi ích cho nó. "Nhận thức", trong bối cảnh này, phản ánh khả năng của một giai cấp trong việc xác định và khẳng định ý chí của mình về mặt chính trị. Giai cấp có ý thức: có vai trò to lớn trong xã hội và có thể khẳng định được ý chí của mình do được thống nhất đủ về ý tưởng và hành động.

### Cách vận động của nhận thức sai lầm
Nhận thức sai lầm thường gồm hai thành phần. Một là một tư tưởng cơ bản, đúng và chính gốc. Hai là một tư tưởng mới, vô lý, vô nghĩa.
Trong truyện Người Con Gái Nam Xương, khi Vũ Nương sử dụng bóng của mình để giả làm cha bé Đảng, đứa bé nhận thức được hình tượng cái bóng là một cái bóng đơn thuần, nhưng theo lời mẹ nó chỉ dẫn thì tưởng rằng cái bóng đó chính là cha nó. Trong trường hợp này, hình tượng cái bóng đơn thuần là một "tư tưởng cơ bản," còn chỉ dẫn của Vũ Nương chính là phần "tư tưởng mới, vô lý, vô nghĩa."
Trong chính trị, nhận thức sai lầm thường tồn tại theo hình thức ý thức hệ. Ví dụ, chủ nghĩa chống cộng cho rằng chủ nghĩa Mác nói chung, và Cộng Sản và Xã Hội nói riêng là kém hiệu quả, hoặc không hoạt động được, nhưng không thể đưa ra dẫn chứng hoặc lý luận cụ thể cho lập luận đó. Đối với chủ nghĩa chống cộng, "tư tưởng cơ bản" là "chủ nghĩa Mác, Xã Hội và Cộng Sản là các tư tưởng," còn "tư tưởng mới, vô lý, vô nghĩa" là sự thiếu lập luận và hiểu biết, hoặc hiểu biết sai lầm về chủ nghĩa Mác, Cộng Sản và Xã Hội, từ đó dẫn đến kết luận sai lầm về những hệ tư tưởng này.